# Quercus austrocochinchinensis
Espèce
Classification phylogénétique
Quercus austrocochinchinensis est une espèce d'arbres du sous-genre Cyclobalanopsis. L'espèce est présente, en Chine, en Thaïlande, au Laos, au Viêt Nam.